# Velika nagrada Trois Villesa 1946
Velika nagrada Trois Villesa 1946 je bila enajsta dirka za Veliko nagrado v sezoni Velikih nagrad 1946. Odvijala se je 25. avgusta 1946 v mestu Lille. 

## Rezultati

### Dirka
| Poz | Št | Dirkač                       | Moštvo                         | Dirkalnik         | Krogi | Čas/Odstop |
| --- | -- | ---------------------------- | ------------------------------ | ----------------- | ----- | ---------- |
| 1   | 18 | Raymond Sommer Henri Louveau | Privatnika                     | Maserati 8CL      | 48    | 2:26:16.5  |
| 2   | 8  | Pierre Levegh                | Automobiles Talbot Darracq     | Talbot-Lago T150C | 47    | +1 krog    |
| 3   | 4  | Eugène Chaboud               | Ecurie France                  | Delahaye 135CS    | 47    | +1 krog    |
| 4   | 6  | Georges Grignard             | Ecurie France                  | Delahaye 135CS    | 46    | +2 kroga   |
| 5   | 12 | Henri Trillaud               | Ecurie France                  | Delahaye 135CS    | 46    | +2 kroga   |
| 6   | 20 | Louis Rosier                 | Privatnik                      | Talbot-Lago T26SS | 45    | +5 krogov  |
| 7   | 22 | Charles Pozzi                | Ecurie France                  | Delahaye 135CS    | 44    | +6 krogov  |
| 8   | 18 | Pat Garland                  | Privatnik                      | Delage 3000       | 44    | +6 krogov  |
| Ods | 2  | Raph                         | Ecurie Naphtra Course          | Alfa Romeo 308    | 14    | Motor      |
| Ods | 26 | Victor-Herni Serve           | Privatnik                      | Bugatti T35B      | 10    | Vzmetenje  |
| Ods | 34 | Henri Marin                  | Privatnik                      | Talbot-Lago T150C | 9     | Menjalnik  |
| Ods | 30 | Jean Judet                   | Privatnik                      | Maserati 4CL      | 5     | Motor      |
| Ods | 24 | Michel Roumani               | Privatnik                      | Bugatti T35B      | 2     | Trčenje    |
| Ods | 14 | Henri Louveau                | Scuderia Automovilistica Milan | Maserati 4CL      | 0     | Sklopka    |
| DNS | 10 | Jean Achard                  | Ecurie France                  | Delahaye 135CS    |       |            |